# Aviosuperficie Sorvoliamo
L'Aviosuperficie Sorvoliamo si trova in provincia di Ragusa nel comune di Comiso a 6,8 km a nord dal centro abitato.

## Strutture e dati tecnici
L'aviosuperficie ha una pista lunga 500 metri e larga 30 metri circa ed è in erba/terra battuta, con orientamento 09/27.
Sono presenti hangar, benzina ed officina Rotax ed è sede di scuola AeCI (nr.164). Il circuito è del tipo "standard".
A circa 1.5 km in direzione Sud-Est dalla testa 27 si trova l'aeroporto V. Magliocco (pista 5/23) e di cui è prevista l'apertura nel 2012 all'aviazione civile.

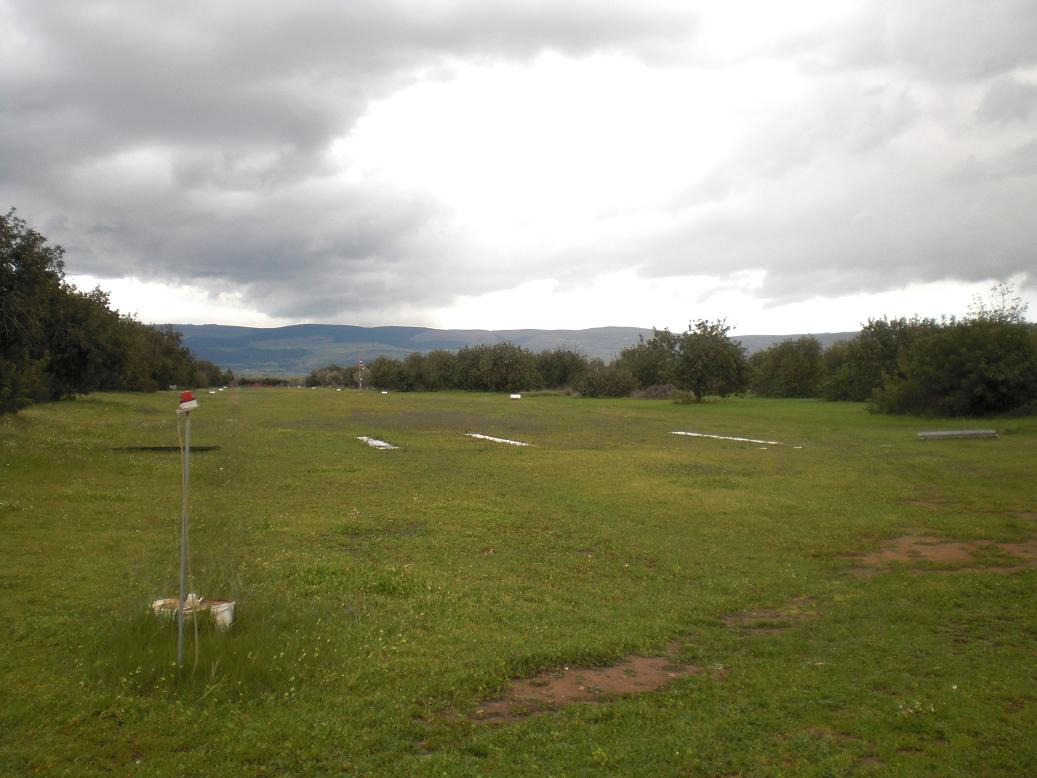
La pista vista dalla testata 09.